# Грант, Лоренс
Перси Реджинальд Лоренс Грант (англ. Percy Reginald Lawrence-Grant; 30 октября 1870, Борнмут, графство Гемпшир, Англия — 19 февраля 1952, Санта-Барбара, штат Калифорния, США) — английский актёр, известный своими второстепенными ролями в таких фильмах, как Живой призрак, «Шанхайский экспресс», «Маска Фу Манчу» и «Сын Франкенштейна». Он был ведущим 4-й церемонии награждения кинопремии «Оскар» в 1931 году.

## Избранная фильмография
- 1926 — Герцогиня Буффало / The Duchess of Buffalo
- 1928 — Женщина из Москвы
- 1929 — Бульдог Драммонд / Bulldog Drummond
- 1932 — Развод в семье / Divorce in the Family
- 1932 — Говорите проще / Speak Easily
- 1933 — Королева Кристина
- 1935 — Лондонский оборотень
- 1936 — Мария Шотландская
- 1938 — Восьмая жена Синей Бороды
- 1941 — Сын Монте-Кристо
- 1941 — Доктор Джекилл и мистер Хайд